# 祐天寺站

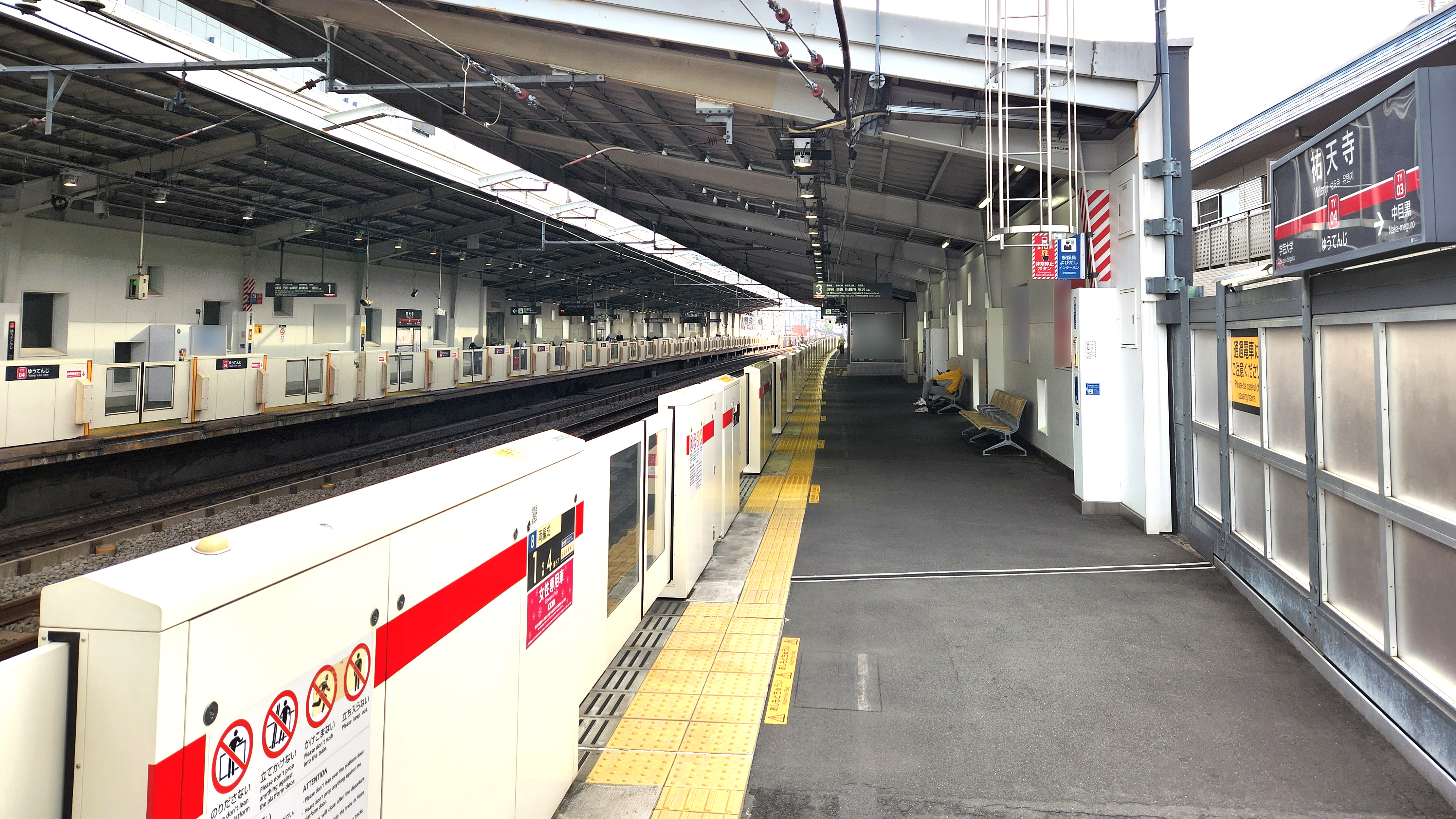
月台（2023年4月2日）

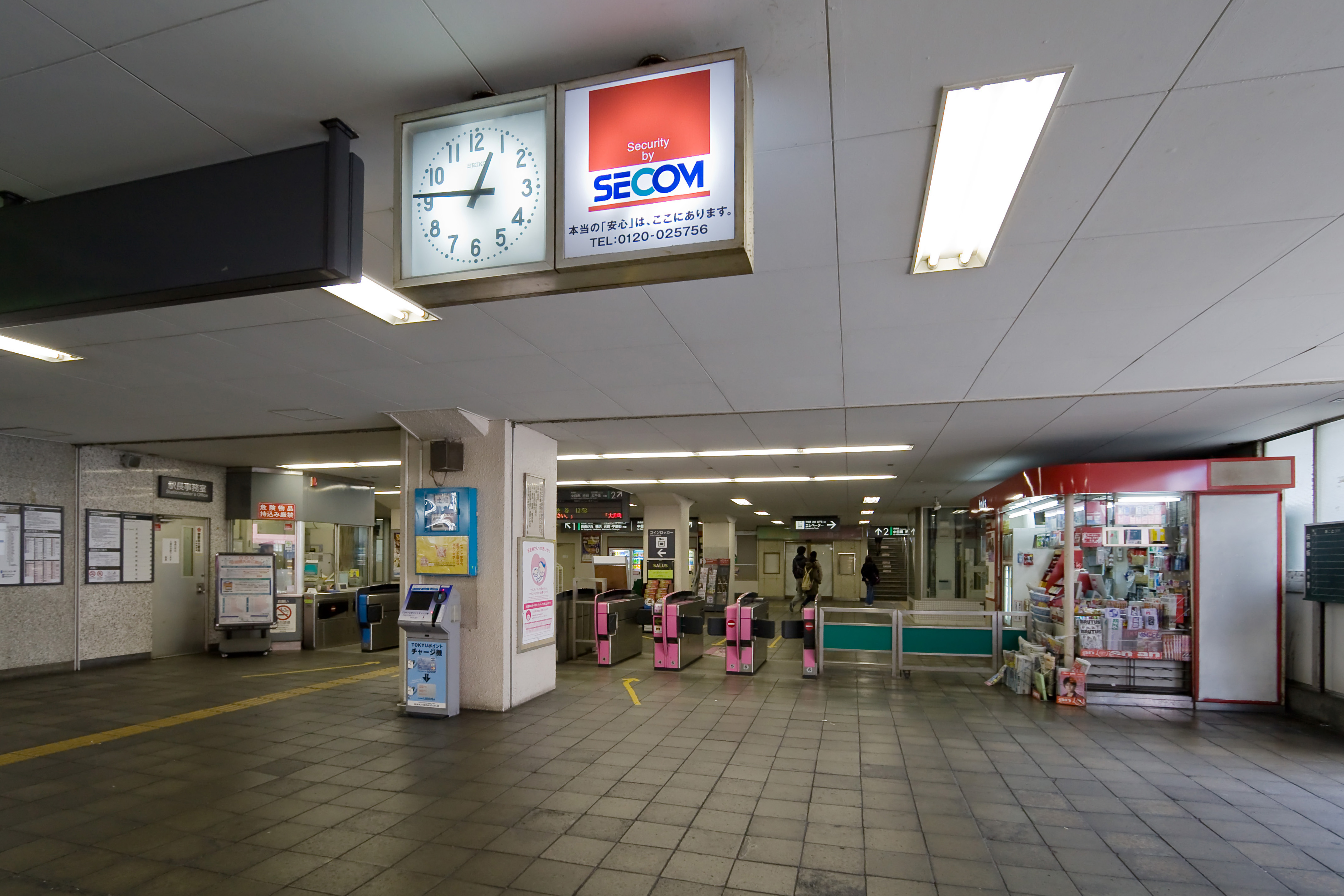
剪票口（2010年3月20日）

祐天寺站（日语：／ Yūtenji eki */?）是位於日本東京都目黑區祐天寺二丁目，屬於東急電鐵東橫線的鐵路車站。1927年8月28日開業。車站編號是TY04。

## 歷史
- 1927年（昭和2年）8月28日 - 開設車站。當時為木造2層建築[1]。
- 1955年（昭和30年）左右 - 西口開設[1]。
- 1964年（昭和39年）3月 - 站房改建[1]。
- 1970年（昭和45年）11月13日 - 高架化[1][2]。
- 1971年（昭和46年）2月 - 設置自動驗票閘門（5台）
- 2017年（平成29年）3月25日 - 新設通過線[3]。

## 車站結構
本站為相對式月台2面3線的高架車站。上下月台之間為通過線（2號線）。兩月台設有階梯與電梯通往一樓剪票口。2016年（平成28年）7月31日於站內新設廁所。另外，面對圓環的車站東口也有公共廁所。
月台、線路下方是商店。過去曾設有定期券售票處，現已廢除。
因應東京地下鐵副都心線相互直通運轉，東橫線、港未來線澀谷站 - 元町・中華街站間進行改良工程，本站增設優等列車的通過線。2016年至2017年的改良工程施工期間，上行線月台往澀谷方向移動以便鋪設通過線。通過線於2017年3月25日改點起開始使用。

### 月台配置
| 月台 | 路線   | 方向   | 目的地                                |
| ---- | ------ | ------ | ------------------------------------- |
| 1    | 東橫線 | 下行   | 橫濱、元町·中華街、新橫濱、二俁川方向 |
| 2    | 東橫線 | 通過線 | 通過線                                |
| 3    | 東橫線 | 上行   | 澀谷、池袋、川越市、所澤方向          |

（來源：東急電鐵:車站構內圖 （页面存档备份，存于））
- 2號線是上下線共用的通過線，分別作為上行線的本線與下行線的中線。
- 上行電車在平日早晨尖峰時段與週六日三班班次在本站等待急行以上優等列車（※週六日為「S-TRAIN」）通過。另外，下行電車在周六日有一班（池袋18:34發往車元町・中華街的各站停車）在本站等待西武秩父線西武秩父始發的「S-TRAIN」4號通過。

## 使用情況
2023年度1日平均上下車人次為28,970人。附近的學校設施較多而且較集中，因此有許多學生使用。
近年1日平均上下車人次和上車人次如下表。
| 年度               | 1日平均 上下車人次 | 1日平均 上車人次 | 來源     |
| ------------------ | ------------------ | ---------------- | -------- |
| 1990年（平成02年） |                    | 20,740           | [ * 1 ]  |
| 1991年（平成03年） |                    | 20,587           | [ * 2 ]  |
| 1992年（平成04年） |                    | 20,060           | [ * 3 ]  |
| 1993年（平成05年） |                    | 19,592           | [ * 4 ]  |
| 1994年（平成06年） |                    | 19,189           | [ * 5 ]  |
| 1995年（平成07年） |                    | 18,954           | [ * 6 ]  |
| 1996年（平成08年） |                    | 18,666           | [ * 7 ]  |
| 1997年（平成09年） |                    | 18,411           | [ * 8 ]  |
| 1998年（平成10年） |                    | 17,647           | [ * 9 ]  |
| 1999年（平成11年） |                    | 17,139           | [ * 10 ] |
| 2000年（平成12年） |                    | 16,781           | [ * 11 ] |
| 2001年（平成13年） |                    | 16,855           | [ * 12 ] |
| 2002年（平成14年） | 32,141             | 16,348           | [ * 13 ] |
| 2003年（平成15年） | 31,466             | 15,923           | [ * 14 ] |
| 2004年（平成16年） | 31,266             | 15,885           | [ * 15 ] |
| 2005年（平成17年） | 30,232             | 15,364           | [ * 16 ] |
| 2006年（平成18年） | 29,510             | 15,022           | [ * 17 ] |
| 2007年（平成19年） | 30,193             | 15,423           | [ * 18 ] |
| 2008年（平成20年） | 30,387             | 15,452           | [ * 19 ] |
| 2009年（平成21年） | 29,757             | 15,104           | [ * 20 ] |
| 2010年（平成22年） | 29,411             | 14,890           | [ * 21 ] |
| 2011年（平成23年） | 29,194             | 14,770           | [ * 22 ] |
| 2012年（平成24年） | 29,616             | 15,000           | [ * 23 ] |
| 2013年（平成25年） | 29,809             | 15,115           | [ * 24 ] |
| 2014年（平成26年） | 29,742             | 15,019           | [ * 25 ] |
| 2015年（平成27年） | 30,112             | 15,172           | [ * 26 ] |
| 2016年（平成28年） | 30,877             | 15,496           |          |
| 2017年（平成29年） | 31,494             | 15,811           | [ * 27 ] |
| 2018年（平成30年） | 31,962             | 16,033           | [ * 28 ] |
| 2019年（令和元年） | 32,013             | 16,038           | [ * 29 ] |
| 2020年（令和02年） | 23,296             |                  |          |
| 2021年（令和03年） | 25,761             |                  |          |
| 2022年（令和04年） | 27,927             |                  |          |
| 2023年（令和05年） | 28,970             |                  |          |

## 車站周邊
車站高架下的商店中有超市。其他商店則從車站以放射狀散步於周邊。東口有小型巴士圓環。
- 目黑警察署（日语：目黒警察署）祐天寺站前交番
- 目黑稅務署
- 目黑區立守屋圖書館
- 東京都立目黑高等學校（日语：東京都立目黒高等学校）
- 目黑中町郵便局
- 目黑五本木郵便局
- 明顯山祐天寺（日语：祐天寺）（寺院在中目黑五丁目）
- 日本聖公會聖保羅教會
- 世田谷區立世田谷公園（日语：世田谷公園）

### 巴士路線
- 東急巴士「祐天寺站」巴士站[9]
  - <黑06> 五本木一丁目、三軒茶屋[9]
  - <黑06> 目黑站前[9]

## 站名由來
- 因是明顯山祐天寺（日语：祐天寺）最近的車站而命名。

## 相鄰車站
東急電鐵
 東橫線
■特急、□通勤特急、■急行
通過
■各站停車
中目黑（TY03）－祐天寺（TY04）－學藝大學（TY05）

## 延伸閱讀
- 宮田道一. . JTBパブリッシング. 2008-09-01. ISBN 9784533071669.
- . 東京急行電鉄株式会社. 1973-04-18.

## 外部連結
- 祐天寺（各站資訊） - 東急電鐵